# Nathaniel Brown
Pour les articles homonymes, voir Brown.
Nathaniel Brown, né le 16 juin 2003 à Amberg en Allemagne, est un footballeur allemand qui évolue au poste d'arrière gauche à l'Eintracht Francfort.

## Biographie

### En club
Né à Amberg en Allemagne, Nathaniel Brown commence le football au TSV Kümmersbruck, avant d'être formé par le Jahn Ratisbonne, puis le FC Nuremberg qu'il rejoint en 2016. Le 15 juin 2022, Brown signe son premier contrat professionnel avec le FC Nuremberg.
C'est avec ce club qu'il joue son premier match en professionnel, le 10 mars 2023, lors d'une rencontre de championnat contre le Eintracht Brunswick. Il entre en jeu lors de ce match remporté par son équipe par deux buts à zéro. Brown inscrit son premier but en professionnel le 22 avril 2023, lors d'une rencontre de championnat face au Fortuna Düsseldorf. Titulaire, il ouvre le score et participe à la victoire de son équipe par deux buts à zéro. Il est salué pour sa performance par son entraîneur Dieter Hecking après la rencontre.
Le 27 juin 2023, Brown prolonge son contrat avec le FC Nuremberg.
Le 3 janvier 2024, Brown s'engage avec l'Eintracht Francfort jusqu'en 2029, la somme de ce transfert est estimée a 3 millions d'euros et dans la foulée prêté dans son ancien club le  FC Nuremberg.

### En sélection
Le 8 septembre 2023, Nathaniel Brown joue son premier match avec l'équipe d'Allemagne espoirs face à l'Ukraine. Il est titularisé et son équipe l'emporte par deux buts à zéro.